# Márcio Fábio Martins
Márcio Fábio Martins (Ibitinga, 30 de abril de 1980) é um ex-futebolista brasileiro que atuava como zagueiro.

## Títulos
TSW Pegasus
- Hong Kong FA Cup: 2009–10[1]